# سلمان اسحاقی
سلمان اسحاقی سیاستمدار ایرانی و نمایندهٔ دورهٔ یازدهم و دوازدهم مجلس شورای اسلامی است. وی موفق شد در یازدهمین انتخابات مجلس شورای اسلامی که در تاریخ ۲ اسفند سال ۱۳۹۸ برگزار شد، با کسب ۲۱ هزار و ۲۸۲ رای از مجموع ۷۲ هزار و ۲۸۲ رای ماخوذه رای، از حوزه انتخابیه قائنات از استان خراسان جنوبی انتخاب گردد و به مجلس راه یابد. همچنین اسحاقی در دوازدهمین دوره مجلس شورای اسلامی از حوزه انتخابیه قائن-زیرکوه با کسب اکثریت آراء به‌عنوان تک نماینده این حوزه به مجلس راه یافته است.